# Chris Smith (cestista 1994)
Christopher McPhaul Smith, detto Chris (Sacramento, 8 marzo 1994), è un cestista statunitense.

## Palmarès
- Campionato polacco: 1

Stal Ostrów: 2020-2021